# Gerald Dreyer
Gerald Dreyer (ur. 22 września 1929 w Pretorii, zm. 5 września 1985 tamże) – południowoafrykański bokser, złoty medalista letnich igrzysk olimpijskich w 1948 w Londynie w kategorii lekkiej. W walce finałowej pokonał Josepha Vissersa.